# Museum für Papier- und Buchkunst
Das Museum für Papier- und Buchkunst befindet sich im Schlössle in Oberlenningen, einem Ortsteil der Gemeinde Lenningen im Landkreis Esslingen in Baden-Württemberg. Es wurde 1992 im zweiten Stock des Gebäudes von der Papierfabrik Scheufelen eingerichtet.

## Geschichte
1892 nahm der Papierfabrikant Adolf Scheufelen in Oberlenningen die erste Streichmaschine auf dem europäischen Kontinent in Betrieb. Mit ihr konnte hochwertiges Kunstdruckpapier hergestellt werden. Zu diesem 100-jährigen Jubiläum stiftete die Papierfabrik Scheufelen der Gemeinde Lenningen ein Museum für Papier- und Buchkunst: Die Firma übernahm die Museumskonzeption und die Inneneinrichtung. Das Museum wurde im zweiten Stock des Schlössle Oberlenningen eingerichtet. Dabei galt es, die denkmalgeschützte Baustruktur des Gebäudes nicht anzutasten.
Um den Erwerb der Exponate kümmerte sich der Förderkreis Schlössle und stellte sie im Jahr 2010 der Gemeinde Lenningen als Dauerleihgabe zur Verfügung.

## Museum
Das Museum zeigt eine kurze Einführung in die Papierherstellung, insbesondere die Herstellung handgeschöpfter Papiere aus aller Welt. Das Hauptaugenmerk der Abteilung für Papierkunst liegt jedoch nicht so sehr auf dem Aspekt, dieses Papier als Schreibunterlage zu nutzen, sondern darauf, was man mit Papier sonst noch anstellen kann. So können Papierkollagen des frühen 20. Jahrhunderts als Vorläufer und Facetten der Papierkunst begriffen werden. Die Papiermasse (Pulp) wird von Künstlern genutzt, um daraus sowohl eigenes Papier als auch Skulpturen zu schaffen. Das ist eine internationale Entwicklung in der bildenden Kunst des 20. und 21. Jahrhunderts. Neben Arbeiten von Horst Antes, Oskar Holweck und Dorothea Reese-Heim werden im Schlössle auch drei raumgreifende Papierarbeiten gezeigt.
Des Weiteren gibt es im Museum für Papier- und Buchkunst eine Abteilung für Buchkultur. Dort werden das kleinste Buch der Welt und zahlreiche Handpressendrucke ausgestellt. Wider widmet sich das Museum schwerpunktmäßig der modernen Buchkunst: Künstler legen bei sogenannten Künstlerbüchern immer weniger Wert auf die Lesbarkeit und entwickeln auch hier Formen, die ein Buch zum Objekt oder zur Skulptur werden lassen. Diese junge Kunstform reicht in das erste Drittel des 20. Jahrhunderts zurück, als sich Dadaisten, die Futuristen und die Surrealisten mit dem Buch als Kunstform auseinandergesetzt haben. Seit den 1960er Jahren hat diese Kunstform neuen Aufschwung erhalten. Ausgestellt werden in Lenningen dazu unter anderem Werke von Vito Capone, Hermann Gruber, Wolfgang Nieblich, Dieter Roth, Martin Schwarz und Wolf Vostell.
Thematisiert werden auch historische Papiertheater und Scherenschnitte.
Zum Hand anlegen gibt es für Besucher auch eine Bastelecke mit Papier und verschiedenen Werkzeugen.